# الريامي
الريامي هو جبل من أعلى جبال الأعبوس في اليمن. وفيه قمة تسمى المصينيعة تحتوي على أشجار الفروش وهي من الأشجار النادرة في اليمن.